# Acmella
Acmella és un gènere de plantes angiospermes de la família de les asteràcies (Asteraceae). Són plantes natives de les zones tropicals i subtropicals del món. L'espècie més coneguda és Acmella oleracea, originària del sud-est de Brasil i cultivada a d'altres parts de l món per les seves propietats, especialment les medicinals.

## Descripció
Són plantes anuals o perennes, erectes o decumbents. Les fulles poden formar una roseta basal, rosulades, i/o disposar-se de manera oposada quan són caulinars, amb els marge enter o dentat. Les flors es troben agrupades en capítols poden ser terminals o axil·lars, solitaris o en agrupacions cimoses, amb o sense flors ligulades. L'involucre acostuma a tenir d'una a tres fileres de bràctees. Les flors ligulades són femenines, els flòsculs són hermafrodites i de forma tubular amb quatre o cinc lòbuls. El fruit és un aqueni sense papus o molt reduït.

## Taxonomia
Aquest gènere va ser publicat per primer cop l'any 1807 al segon volum de l'obra Synopsis plantarum del botànic Christiaan Hendrik Persoon (1761-1836), atribuint-lo al botànic francès Louis Claude Marie Richard (1754-1821).

### Espècies
Dins del gènere Acmella es reconeixen les 35 espècies següents:
- Acmella alba (L'Hér.) R.K.Jansen
- Acmella alpestris (Griseb.) R.K.Jansen
- Acmella bellidioides (Sm.) R.K.Jansen
- Acmella brachyglossa Cass.
- Acmella calva (DC.) R.K.Jansen
- Acmella caulirhiza Delile
- Acmella ciliata (Kunth) Cass.
- Acmella darwinii (D.M.Porter) R.K.Jansen
- Acmella decumbens (Sm.) R.K.Jansen
- Acmella filipes (Greenm.) R.K.Jansen
- Acmella ghoshinis (Sheela) Reshmi & Rajalakshmi
- Acmella glaberrima (Hassl.) R.K.Jansen
- Acmella grandiflora (Turcz.) R.K.Jansen
- Acmella grisea (Chodat) R.K.Jansen
- Acmella iodiscaea (A.H.Moore) R.K.Jansen
- Acmella kalelii M.M.Campos, C.F.Hall & J.U.Santos
- Acmella leptophylla (DC.) R.K.Jansen
- Acmella leucantha (Kunth) R.K.Jansen
- Acmella lundellii R.K.Jansen
- Acmella marajoensis G.A.R.Silva & J.U.Santos
- Acmella oleracea (L.) R.K.Jansen
- Acmella paniculata (Wall. ex DC.) R.K.Jansen
- Acmella papposa (Hemsl.) R.K.Jansen
- Acmella pilosa R.K.Jansen
- Acmella poliolepidica (A.H.Moore) R.K.Jansen
- Acmella psilocarpa R.K.Jansen
- Acmella pusilla (Hook. & Arn.) R.K.Jansen
- Acmella radicans (Jacq.) R.K.Jansen
- Acmella ramosa (Hemsl.) R.K.Jansen
- Acmella repens (Walter) Rich.
- Acmella serratifolia R.K.Jansen
- Acmella sodiroi (Hieron.) R.K.Jansen
- Acmella tetralobata (Reshmi & Rajalakshmi) Reshmi & Rajalakshmi
- Acmella uliginosa (Sw.) Cass.
- Acmella vazhachalensis (Sheela) Reshmi & Rajalakshmi